# 阿弗戈耶區
阿弗戈耶區是索馬利亞的一個區，位於該國東南部的下謝貝利州，首府阿弗戈耶。

## 外部鏈結
- 阿弗戈耶區行政區域圖 （页面存档备份，存于）